# Tjeerd Borstlap
Tjeerd Borstlap (10 januari 1955) is een voormalig Nederlands hockeyer.
Gedurende de jaren 1978-1979 speelde Borstlap 8 interlands voor de Nederlandse hockeyploeg onder bondscoach Wim van Heumen. Hij speelde niet mee tijdens grote toernooien. In de Nederlandse competitie speelde Borstlap voor Klein Zwitserland uit Den Haag. Hij maakte daar deel uit van het team dat acht keer in successie landskampioen werd.